# Gerald Henderson, Jr.
Jerome McKinley "Gerald" Henderson, Jr. (Caldwell, Nueva Jersey, 9 de diciembre de 1987) es un exjugador de baloncesto estadounidense que disputó 8 temporadas en la NBA. Con 1,98 metros de altura, juega en la posición de escolta. Es hijo del exjugador de la NBA Gerald Henderson.

## Trayectoria deportiva

### Universidad
Tras haber participado en 2006 en el prestigioso McDonald's All American Team en su etapa de high school, donde además ganó el concurso de mates, jugó durante 3 temporadas con los Blue Devils de la Universidad Duke, en las que promedió 12,2 puntos y 4,2 rebotes por partido. Su récord de anotación lo logró ante Wake Forest, en febrero de 2009, consiguiendo 35 puntos en 31 minutos de juego. Fue elegido en el mejor quinteto de la Atlantic Coast Conference y en el tercer equipo All-American en su último año.

#### Estadísticas
| Temporada | Equipo           | P   | PTS  | REB | AST | ROB | TAP | %TC  | %3P  | %TL  | MIN  | PER |
| --------- | ---------------- | --- | ---- | --- | --- | --- | --- | ---- | ---- | ---- | ---- | --- |
| 2006-07   | Duke Blue Devils | 32  | 6.8  | 2.9 | 1.1 | 0.5 | 0.2 | .451 | .320 | .627 | 19.3 | 1.3 |
| 2007-08   | Duke Blue Devils | 34  | 12.7 | 4.7 | 1.6 | 1.1 | 0.9 | .474 | .317 | .669 | 26.2 | 2.0 |
| 2008-09   | Duke Blue Devils | 37  | 16.5 | 4.9 | 2.5 | 1.2 | 0.8 | .450 | .336 | .761 | 29.7 | 2.2 |
| Total     | Total            | 103 | 12.2 | 4.2 | 1.8 | 0.9 | 0.6 | .458 | .325 | .689 | 25.0 | 1.7 |

### Profesional

#### NBA

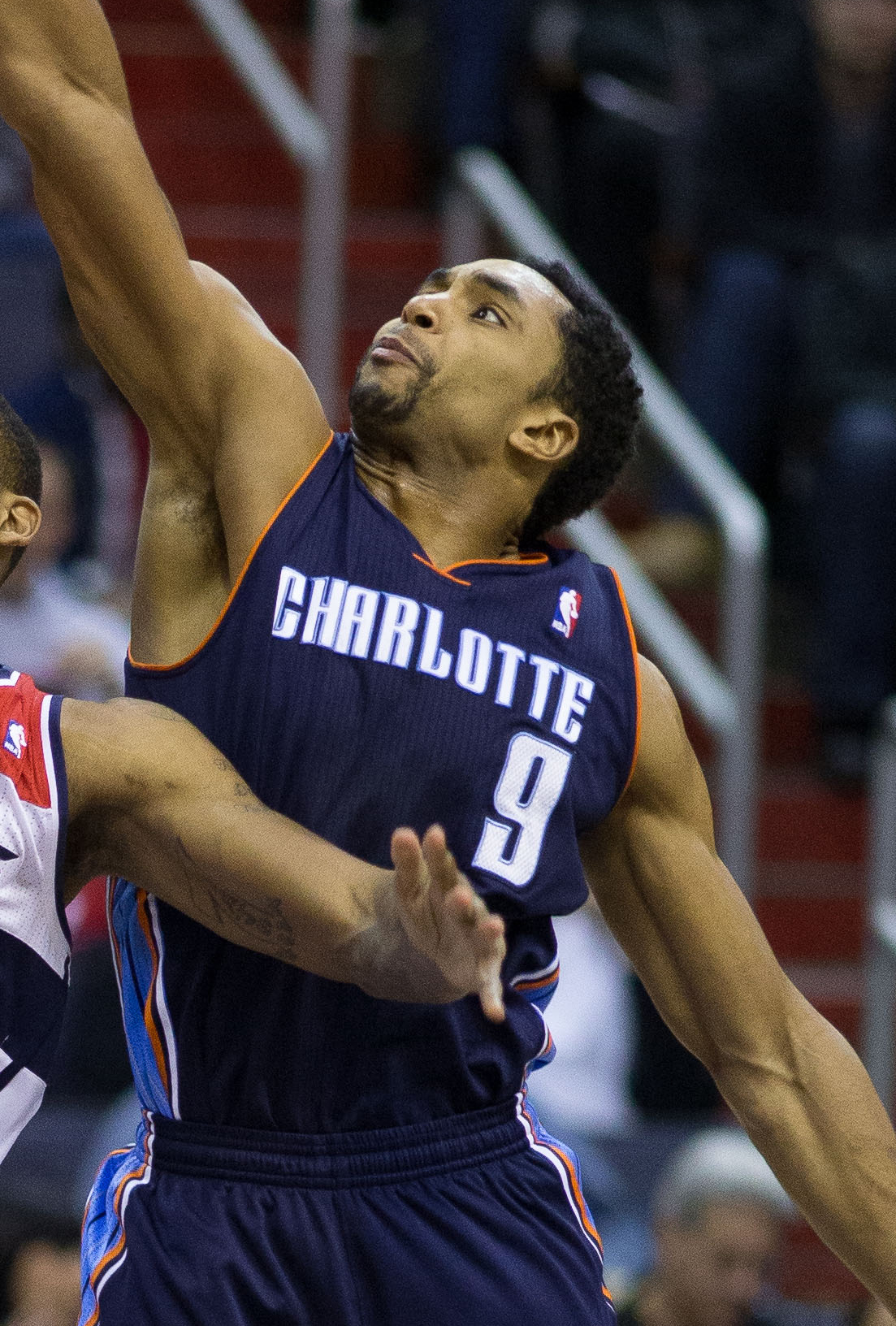
Henderson con los Bobcats en 2013.

Fue elegido en la duodécima posición del Draft de la NBA de 2009 por Charlotte Bobcats. En su primera temporada no contó demasiado para el entrenador Larry Brown, disputando 8 minutos por partido. 
La temporada 2010-11 estuvo marcada por la marcha de Larry Brown, sus números ascendieron considerablemente respecto a la pasada campaña, consiguiendo más notoriedad en el equipo y en más de una ocasión ser el líder de los Charlotte Bobcats.
La temporada 2011-12 estuvo marcada por el lockout, por lo que el calendario se vio reducido a 66 partidos, Henderson fue la estrella del equipo con unas estadísticas de 15 puntos y 4 rebotes por noche, sin embargo no puedo evitar que su equipo realizase la peor temporada en la historia de la NBA, al perder 59 encuentros y ganar solamente 7, consiguiendo un triste porcentaje de 10,6%.
En la siguiente temporada, Gerald empezó bien, anotando 18 puntos contra Indiana Pacers y consiguiendo la victoria, pero al partido posterior, Gerald sufre una lesión que le obliga a apartarse de las canchas un mes. Vuelve en la derrota de su equipo frente a los Portland Trail Blazers, anotando 5 puntos, consiguiendo 1 rebote y 1 tapón. En marzo Gerald se proclama jugador franquicia de los Charlotte Bobcats al promediar 20,8 puntos con unos buenos porcentajes de tiros de campo, además de superar su registro anotador de 32 puntos y establecerlo en 35 (frente a Boston Celtics el 12/3/13 y New York Knicks el 29/3/13).
Tras seis temporadas en Charlotte, el 24 de junio de 2015, es traspasado junto a Noah Vonleh, a Portland Trail Blazers a cambio de Nicolas Batum.
En julio de 2106 y de cara a la temporada 2016-17 forma parte de los Philadelphia 76ers, que se encuentra en etapa de reconstrucción, ejerciendo el rol de jugador veterano, el 30 de junio de 2017 es desvinculado de los Sixers

#### Retirada
El 2 de agosto de 2017, optó por operarse de su problemática cadera y se pierde toda la 2017–18, para recuperarse. Durante el verano de 2018, Henderson intentó volver a la NBA después de someterse a una tercera intervención quirúrgica en la cadera. Se ejercitó con equipos en septiembre de 2018, pero se rompió el tendón de Aquiles durante un partido de pretemporada en Golden State.
En enero de 2019, se unió al equipo de comentaristas de Fox Sports, para retrasmitir los partidos de los Hornets, para esa temporada. Siendo el 30 de abril de 2019, cuando el anuncia oficialmente su retirada de la NBA.

## Estadísticas de su carrera en la NBA

### Temporada regular
| Año     | Equipo       | PJ  | PT  | MPP  | %TC  | %3P  | %TL  | RPP | APP | ROB | TPP | PPP  |
| ------- | ------------ | --- | --- | ---- | ---- | ---- | ---- | --- | --- | --- | --- | ---- |
| 2009-10 | Charlotte    | 43  | 0   | 8.3  | .356 | .211 | .745 | 1.3 | .3  | .2  | .2  | 2.6  |
| 2010-11 | Charlotte    | 68  | 30  | 24.4 | .454 | .194 | .785 | 3.0 | 1.5 | .7  | .5  | 9.6  |
| 2011-12 | Charlotte    | 55  | 55  | 33.3 | .459 | .234 | .760 | 4.1 | 2.3 | .9  | .4  | 15.1 |
| 2012-13 | Charlotte    | 68  | 58  | 31.4 | .447 | .330 | .824 | 3.7 | 2.6 | 1.0 | .5  | 15.5 |
| 2013-14 | Charlotte    | 77  | 77  | 32.0 | .433 | .348 | .761 | 4.0 | 2.6 | .7  | .4  | 14.0 |
| 2014-15 | Charlotte    | 80  | 72  | 28.9 | .437 | .331 | .848 | 3.4 | 2.6 | .6  | .3  | 12.1 |
| 2015-16 | Portland     | 72  | 0   | 19.9 | .439 | .353 | .767 | 2.9 | 1.0 | .5  | .3  | 8.7  |
| 2016-17 | Philadelphia | 72  | 41  | 23.2 | .423 | .353 | .806 | 2.6 | 1.6 | .6  | .2  | 9.2  |
| Total   | Total        | 535 | 333 | 25.9 | .440 | .327 | .793 | 3.2 | 1.9 | .7  | .3  | 11.2 |

### Playoffs
| Año   | Equipo    | PJ | PT | MPP  | %TC  | %3P  | %TL  | RPP | APP | ROB | TPP | PPP |
| ----- | --------- | -- | -- | ---- | ---- | ---- | ---- | --- | --- | --- | --- | --- |
| 2014  | Charlotte | 4  | 4  | 29.8 | .378 | .000 | .647 | 4.0 | 2.3 | 1.0 | .3  | 9.8 |
| 2016  | Portland  | 11 | 0  | 21.3 | .366 | .368 | .750 | 3.2 | 1.5 | .5  | .3  | 6.9 |
| Total | Total     | 15 | 4  | 23.5 | .370 | .250 | .690 | 3.4 | 1.7 | .7  | .3  | 7.7 |